# Lucas Keijzer
Lucas Keijzer, född 5 januari 2003, är en nederländsk roddare.

## Karriär
Vid U23-VM 2023 i Plovdiv tog Keijzer silver i scullerfyra tillsammans med Jelle Bakker, Wietse Morreau och Erik Talens. Vid EM 2025 i Plovdiv tog han silver i scullerfyra tillsammans med Mats van Sabben, Simon van Dorp och Gert-Jan van Doorn.